# Bršno
Bršno är en ort i Montenegro. Den ligger i den centrala delen av landet, 40 km nordväst om huvudstaden Podgorica. Bršno ligger 758 meter över havet och antalet invånare är 323.
Terrängen runt Bršno är varierad. Runt Bršno är det ganska glesbefolkat, med 48 invånare per kvadratkilometer. Närmaste större samhälle är Nikšić, 8,3 km nordväst om Bršno. Omgivningarna runt Bršno är en mosaik av jordbruksmark och naturlig växtlighet.